# Mordellistena arabica
Mordellistena arabica is een keversoort uit de familie spartelkevers (Mordellidae). De wetenschappelijke naam van de soort is voor het eerst geldig gepubliceerd in 1904 door Chobaut.